# Кам'янець-Подільський планетарій

Кам'янець-Подільський планетарій, 1988 рік

Кам'яне́ць-Поді́льський планета́рій — планетарій, відкритий 15 грудня 1983 року у колишній Георгіївській церкві на Польських фільварках Кам'янця-Подільського. Розформовано 2 жовтня 1990 року.

## Історія
У Кам'янці-Подільському планетарій відкрито 15 грудня 1983 року в колишній Георгіївській церкві на Польських фільварках. Це був перший у Хмельницькій області планетарій і 65-й у Радянському Союзі. Незмінним директором закладу був Олександр Григорович Луданний (згодом директор станції юних техніків у Кам'янці-Подільському, заслужений працівник освіти України).

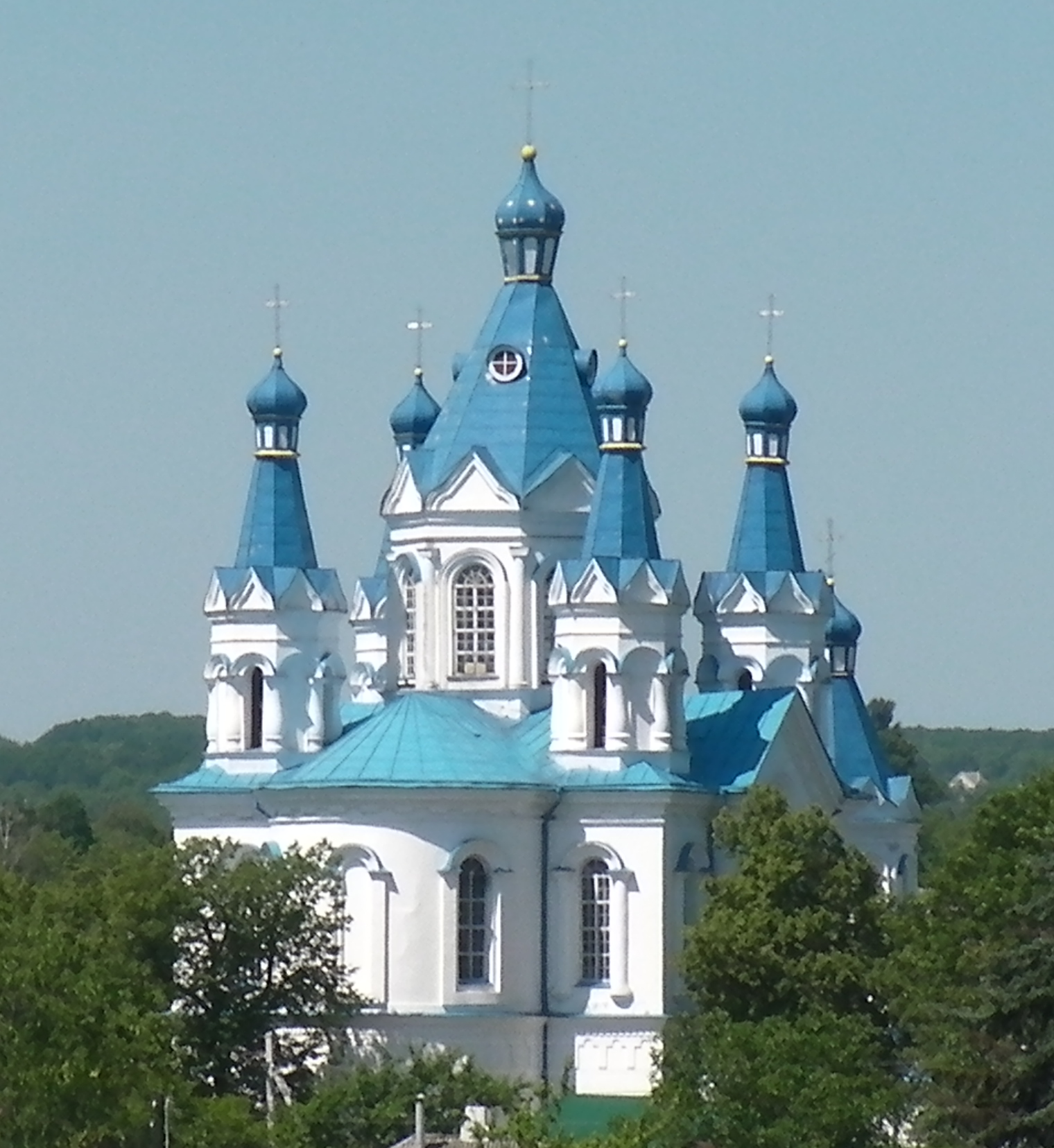
Георгіївська церква, в якій розміщувався планетарій

Проект реставрації і пристосування церкви під планетарій розробили фахівці інституту «Укрпроектреставрація». До колективу авторів увійшли В. А. Петренко, Євгенія Пламеницька, кандидат архітектури В. Д. Іваненко (1940—1989), Сергій Буркацький, Анатолій Тюпич.
Під час досліджень в інтер'єрі церкви було виявлено живопис Дмитра Жудіна. Розписи відновили київські художники та реставратори.
Пристосуючи церкву під планетарій, її розділили на два поверхи. На нижньому було створено зоряний зал на 200 місць з оригінальним куполом. У залі встановили проєкційний апарат «Малий Цейс» для демонстрації зоряного неба та інші оптичні прилади. На другому поверсі було розгорнуто експозицію макетів космічних станцій, ракет, супутників тощо. Експозицію оформили кам'янецькі художники Олександр Миронюк і Володимир Антонюк. Головним акцентом експозиції став вітраж «Ікар».
Діяльність планетарію регулярно висвітлювали міськрайонна газета «Прапор Жовтня» (нині «Край Кам'янецький») та обласна газета «Радянське Поділля» (нині «Подільські вісті»).
30 вересня 1984 року планетарій відвідав льотчик-космонавт СРСР Володимир Георгійович Титов. 24—26 грудня 1985 року в планетарії відбувся Всесоюзний семінар директорів і лекторів планетаріїв. На ньому з доповіддю «Завдання планетаріїв щодо пропаганди природничо-наукових знань» виступив доктор технічних наук Олександр Павлович Владиславлєв — заступник голови Всесоюзного товариства «Знання».
Планетарій діяв близько семи років. 2 жовтня 1990 року президія Кам'янець-Подільської міської ради виробила заходи для звільнення приміщення церкви від планетарію та передачі її громаді Української православної церкви Московського патріархату.